# Депп, Александр Филиппович
Александр (Александр-Август) Филиппович Депп (1835—1889) — военный инженер, генерал-лейтенант, начальник инженеров действующей армии в русско-турецкую войну 1877—1878 годов.

## Биография
Сын известного в своё время врача Ф. Ф. Деппа, происходил из дворян Санкт-Петербургской губернии, родился 23 июня 1835 года, вероисповедания лютеранского.
Вступив в 1850 году кондуктором в Николаевское инженерное училище, 17 июня 1854 года он был из портупей-юнкеров произведён в полевые инженер-прапорщики и оставлен при училище для продолжения курса в офицерских классах, переименованных затем в инженерную академию.
По окончании академии, с производством за отличные успехи в поручики, Депп в 1856 году был зачислен в Петербургскую инженерную команду и командирован на съёмку Керчь-Еникальского пролива. В следующем году поручик Депп удостоился получить именное Высочайшее благоволение и, переведённый затем в Херсонскую инженерную команду, в мае 1859 года командирован в Западную Европу и САСШ для ознакомления с механизмами и приспособлениями к производству значительных строительных работ. Возвратясь из этой командировки, в которой пробыл около года, Депп за отличие был произведён в штабс-капитаны и капитаны.
В 1864 году он был переведён в лейб-гвардии Сапёрный батальон, в котором командовал ротой Его Величества, через два года произведён в полковники, в 1867 году назначен командиром 5-го саперного батальона, в 1868 году награждён орденом св. Анны 2-й степени и через два года получил императорскую корону к этому ордену. В 1872 году назначен помощником начальника инженеров Киевского военного округа. В следующем году он был командирован в город Дубно (Волынской губернии) для производства дополнительной съёмки и подготовительных работ по возведению вновь проектировавшейся тогда близ этого города крепости. Успешно выполнив это ответственное поручение, Депп был назначен состоять для особых поручений при главном инженерном управлении и награждён подарком по чину.
В феврале 1875 года он был назначен помощником начальника инженеров Варшавского военного округа и 23 июня того же года начальником инженеров этого округа с производством в генерал-майоры.
Вся служба Александра Филипповича прошла на глазах генерала Тотлебена, который сумел по достоинству оценить способности Деппа ещё в его молодости, близко узнать его, как военного инженера и как строевого сапера, и потому, когда надо было перед русско-турецкой войной 1877—1878 годов сделать назначение на весьма ответственный пост начальника инженеров действующей армии, Тотлебен указал на Деппа и 1 ноября 1876 года последний был назначен на эту должность.
Молодой возрастом (41 год) и чином (всего лишь около года генералом), без боевого прошлого и без связей, Депп явился чужим человеком в Главную квартиру; завоевать себе авторитет и значение, в силу всего этого, ему было нелегко: необходимо было сразу заявить себя искусной и решительной деятельностью. Пришлось прежде всего организовать материальную часть и пополнить некомплект инженерных офицеров, достигавший в начале кампании 50 %. Затем Деппу предстояло разработать план переправы через Дунай, от удачи которой так много зависели дальнейшие успехи русских войск.
План начальника инженеров состоял в том, чтобы отвоевать Дунай участками и, укрепившись на флангах (осадные батареи и минные заграждения), уничтожить в этих участках вражеские суда и затем произвести десант. План этот был лично доложен главнокомандующему великому князю Николаю Николаевичу Старшему, который его одобрил и утвердил (впоследствии решено было устроить минные заграждения и в центре).
Депп был против переправы войск на понтонах, которые берёг как материал для моста, и решил воспользоваться местными перевозочными средствами, которые, однако, оказались в достаточном количестве лишь на нижнем Дунае. Поэтому он предложил построить деревянные понтоны в верховьях реки Ольты и оттуда спустить их в средний Дунай к намеченному им пункту переправы — Систову. Действительно, понтоны оказались крайне необходимыми для наводки моста; являлось лишь затруднение спустить их по Дунаю мимо Никополя, в это время ещё принадлежавшей туркам. Сознавая всю важность этой лично-серьёзной операции, которую предстояло исполнить по его мысли, Депп не только руководил приведением в исполнение своего плана, но решил сам подать первый пример в рискованном предприятии и в ночь на 15 июня благополучно провёл партию в 132 понтона, находясь на головном из них. В последующие ночи, под его же личным руководством, производился дальнейший сплав понтонов, плотов и принадлежностей для дунайского моста мимо турецких батарей Никополя. За этот подвиг, впрочем, лишь почти три года спустя, 27 марта 1880 года, генерал Депп, по удостоению кавалерской думы, был награждён орденом Святого Георгия 4-й степени.
Во время Турецкой войны 1877—1878 гг., состоя в должности Начальника Инженеров Действующей Армии, сделал все главные распоряжения по спуску и проводу понтонов, при чем сам находился при этом и спустился на первом понтоне.
Один из участников этой операции флигель-адъютант капитан 1-го ранга Новосильский в своем донесении говорит: «Смелый, но глубоко обдуманный план, составленный начальником инженеров генерал-майором Деппом, по всей справедливости, должен быть причислен к небывалым в летописях истории и важнейшим военным операциям, которые могут увенчаться полным успехом только при безграничном самоотвержении и беззаветной отваге, по преимуществу отличающих русского матроса и солдата». 17 июня 1877 года Депп получил золотую саблю с надписью «За храбрость» и украшенную бриллиантами «в награду отличного мужества и распорядительности во время войны с Турциею и за блестящее состояние инженерной части в действующей армий».
Тем не менее после переправы через Дунай, успех которой обеспечил дальнейшие действия наших войск, Депп является уже как бы второстепенным деятелем на театре войны. Правда, он участвовал в боях под Плевной, рекогносцировках и блокаде её, во взятии Телиша генералом Гурко и в переходе через Балканы, но его значение сильно упало, в особенности когда в действующую армию приехал Тотлебен, вызванный сюда императором Александром II в период Плевненских неудач. Переправы являлись теперь почти единственной заботой Деппа, но они доставляли ему больше ответственности и неприятностей, чем удовлетворяли жажде боевой деятельности. Лишь в январе 1878 года, у него явилось новое дело по восстановлению турецких железных дорог, которые, однако, вскоре после заключения мира отошли из его ведения.
Отчисленный от должности начальника инженеров действующей армии, уставший физически и нравственно, в мае 1878 года он уехал по болезни за границу, но в августе снова занял прежний пост в Варшаве.
Правда, по окончании кампании он получил орден Святого Владимира 3-й степени с мечами «в награду отличной усердной службы и особых трудов во время минувшей войны с Турцией», и со дня переправы через Дунай (15 июня 1877 года) ему дали старшинство в чине генерал-майора, но сама переправа через Дунай — безусловная заслуга Деппа — не была во время оценена по достоинству и георгиевский крест за неё явился лишь далеким отголоском его разумной, ответственной и успешной деятельности в 1877—1878 годах.
Занимая вторично пост начальника инженеров Варшавского военного округа, Депп в 1880 году, по Высочайшему повелению, был командирован за границу для осмотра крепостей в северо-западной Пруссии, в 1882 году награждён Орденом Святого Станислава, 1-й степени и в 1885 году — орденом Святой Анны 1-й степени, 30 августа 1886 года произведён в генерал-лейтенанты.
Через два года он получил в командование 27-ю пехотную дивизию, что дало повод тогдашнему командующему войсками Варшавского военного округа, генералу И. В. Гурко, начальнику Деппа и бывшему свидетелю его боевых трудов, в приказе по войскам округа, высоко оценить его деятельность и выразить уверенность, что в предстоявшей ему новой сфере деятельности он сумеет оказаться на высоте призвания. Но судьба решила другое: приняв дивизию в январе 1889 году Депп возвратился в Варшаву, чтобы окончательно проститься с бывшими своими сослуживцами и подчиненными, которые 3 марта устроили ему прощальный обед. И вот в самом начале этого обеда, цветущий силами и сравнительно молодой (53 лет), генерал Депп скоропостижно скончался, к искреннему сожалению всех, близко его знавших. Генерал Гурко, воздавая последнюю воинскую почесть покойному, во главе войск сопровождал тело его при перевезении на вокзал железной дороги. Александр Филиппович Депп погребён в имении Муромицы, в 12 верстах от станции Молосковицы Балтийской железной дороги.
Его братья: Николай (юрист и писатель, редактор «Журнала гражданского и уголовного права»), Филипп (юрист), Георгий (учёный-теплотехник, адъюнкт-профессор Санкт-Петербургского технологического института).